# Filamin
Filamine (FLN) sind Proteine bei Eukaryoten und gehören zu den Aktin-bindenden Proteinen (ABP). Sie sind an der Quervernetzung von Aktinfilamenten, einem Hauptbestandteil des Zytoskeletts, sowie der Vernetzung von Aktinfilamenten mit Proteinen in der Zellmembran beteiligt. Indirekt spielen sie darüber hinaus eine wichtige Rolle bei Zell-Zell- und Zell-Matrixverbindungen, der Fortbewegung von Zellen (Zellmotilität) sowie bei der Entwicklung von Eukaryoten (Ontogenese). Mutationen in den für Filamin-B oder -C codierenden Genen können seltene Erbkrankheiten verursachen.

## Nomenklatur
Die Nomenklatur war lange Zeit relativ uneinheitlich. Sehr viele verschiedene Namen beziehungsweise Abkürzungen können leicht zu Verwechslungen führen. Erst im Jahre 2001 wurde eine einheitliche Nomenklatur eingeführt. Der Abkürzung FLN kann dabei ein Präfix vorangestellt, der darauf hinweist aus welchem Organismus das entsprechende Filamin isoliert wurde, wenn dies nicht aus dem Kontext ersichtlich ist:
- hs für Homo sapiens (Mensch)
- gg für Gallus gallus (Bankivahuhn)
- dm für Drosophila melanogaster (Schwarzbäuchige Taufliege)
- dd für Dictyostelium discoideum (Art aus der Klasse der Schleimpilze)

Eine Übersicht über die verschiedenen Filamine bietet die folgende Tabelle:

| Name      | Alte Bezeichnungen                                | Anzahl der Einheiten |
| --------- | ------------------------------------------------- | -------------------- |
| hsFLNa    | ABP, ABP280, FLN1 Non-muscle FLN, αFLN, Filamin A | 24                   |
| hsFLNb    | βFLN, FH1, FLN3, Filamin B                        | 24                   |
| hsFLNc    | γFLN, ABP-L, FLN2, Filamin C                      | 24                   |
| ggFLNb    | FLN                                               | 24                   |
| ddFLN     | ABP120, Gelationsfaktor                           | 6                    |
| dmFLN1-20 | Filamin-240, Filamin1                             | 20                   |
| dmFLN1-9  | Filamin90                                         | 9                    |
| dmFLN2    |                                                   | 20                   |

## Die Filamine des Menschen

### Aufbau
Beim Menschen gibt es 3 verschiedene Filamine: Filamin A (α-Filamin), Filamin B (β-Filamin) und Filamin C (γ-Filamin). Sie bestehen aus 24 Wiederholungen, die jeweils von etwa 96 Aminosäuren gebildet werden. Am carboxyterminalen (C-terminalen) Ende besitzen die Filamine eine flexible Gelenkregion, die sich in elektronenmikroskopischen Aufnahmen V- oder Y-förmig darstellt. Sie verleihen den Quervernetzungen eine gewisse Flexibilität. Von den Filaminen A und B gibt es jeweils noch 2 Isoformen, jeweils eine mit oder ohne eine zweite Gelenkregion.

### Funktionen
Die Funktionen der Filamine sind zahlreich und werden durch Verbindungen, hauptsächlich zwischen Aktin und Membranproteinen vermittelt. Es sind inzwischen mehr als 20 dieser Interaktionen bekannt. Bei den Membranproteinen handelt es sich häufig um Rezeptoren, die bei Bindung ihres Liganden, Signale in die Zelle weiterleiten (sog. Signalübermittlung). Die Verbindungen der Filamine werden über Signale gelöst oder neu gebildet und können dadurch zu einer Umorganisation des Zytoskeletts führen. Die Signalübertragung wird unter anderem durch Phosphorylierung und Dephosphorylierung vermittelt.
Ein Beispiel ist die Interaktion der Filamine A und B zwischen Aktin und einem Rezeptor, der unter anderem bei den Blutplättchen (Thrombozyten) vorkommt, der so genannte Von-Willebrand-Faktor-Rezeptor. Er spielt eine wichtige Rolle bei der Initiation der Blutgerinnung. Bindet der Rezeptor seinen Liganden, den Von-Willebrand-Faktor dann kommt es unter anderem durch diese Verbindung zu einer Aktivierung der Blutplättchen und zu einer Umorganisation des Zytoskeletts. Ein weiterer Rezeptor, der bei der Blutgerinnung eine Rolle spielt und mit Filamin interagiert, ist der Rezeptor für den Gewebefaktor.
Des Weiteren können über die Interaktion mit zahlreichen Integrinen Zell-Zell- und Zell-Matrix-Verbindungen gelöst oder gebildet werden. Integrine binden beispielsweise außerhalb der Zelle an Strukturen des Bindegewebes, wie Kollagen und Filamin. Sie tragen damit zur Stabilität von Zellverbänden bei.
Filamin C besitzt eine spezifische Aminosäuresequenz, die mit der Z-Scheibe der Aktinfilamente in Muskelzellen interagiert. Dies führt zu einer Quervernetzung der Muskelfibrillen und trägt damit zu einer Stabilisierung bei.

## Filamin-assoziierte Erkrankungen beim Menschen
Mutationen in den Genen, die für die Filamine codieren, können zu zahlreichen, insgesamt aber seltenen Erkrankungen führen.

### Filamin A
Für das Filamin A (FLNA) sind Mutationen und daraus resultierende Erkrankungen beschrieben, die sowohl zu einer verminderten oder komplett aufgehobenen Funktion führen können (loss of function), als auch solche, die eine Überaktivität und verstärkte Funktion bedingen können (gain of function).
Bei den angeborenen Syndromen mit vermehrter FLNA-Wirkung kommt es zu Skelettdysplasien mit Taubheit, dazu zählen die Otopalatodigitalen Syndrome OPD-Typ 1 und OPD Typ 2 sowie das Melnick-Needles-Syndrom.
Mutationen, die zu einer verminderten Wirkung von FLNA führen, werden als FLNA-related disease (FLNA-assoziierte Erkrankung) zusammengefasst. Dies ist eine X-chromosomal-dominante Erkrankung mit einer sehr stark variablen Ausprägung, die bei Jungen in der Regel tödlich ist. Aufgrund der klinischen Ähnlichkeiten gehört die FLNA-assoziierte Erkrankung zu der Gruppe der Bindegewebs-Syndrome mit Marfan-Syndrom, Ehlers-Danlos-Syndrom und Loeys-Dietz-Syndrom.
Zu den häufigen klinischen Manifestationen zählen:
- Periventrikuläre Heterotopie mit Anfallsleiden, die meist im Jugendalter beginnen, und weiteren neurologischen Problemen wie Mikrozephalie und Entwicklungsverzögerungen, bedingt durch eine fehlende Migration von periventrikulären Neuronen in die Großhirnrinde
- Gefäßinstabilität: Herzklappenfehlbildungen, Aortendilatation, fragile Blutgefäße, Thrombozytopenie.
- Gelenk-Hypermobilität, Skelettdysplasie und vermindertes Größenwachstum
- Lungenmanifestationen: Fehlbildungen, die der bronchopulmonalen Dysplasie ähnlich sind (da FLNA für die embryonale Reifung der Lungenbläschen notwendig ist) und zum Lungenemphysem mit Lungenzysten, Spontanpneumothorax,  Atelektasen und Tracheobronchomalazie sowie daraus resultierendem pulmonalen Bluthochdruck führen können, und oft ein persistierender Ductus arteriosus.
- Gastrointestinale Dysmotilität

### Filamin C
Mutationen im Filamin C-Gen (FLNC) sind beispielsweise die Ursache der Filaminopathie, einer Form der myofibrillären Myopathien (MFM). MFM sind eine klinisch und genetisch heterogene Gruppe von Muskelerkrankungen, die durch eine fokale Auflösung von Muskelfibrillen sowie durch die abnorme Ansammlung und Zusammenlagerung von diversen Proteinen in den Muskelfasern der Patienten charakterisiert sind. Alle bisher beschriebenen FLNC-Mutationen betreffen die Dimerisierungsdomäne. Für die p.W2710X-Mutation, die zu einer Deletion der carboxyterminalen 16 Aminosäuren in Domäne 24 führt, konnte gezeigt werden, dass hierdurch die Dimerisation gestört wird und die mutierten Filaminmoleküle sich stattdessen zusammenlagern und Aggregate bilden. Ferner ist das mutierte Filamin C instabiler und anfälliger für die Proteolyse. Klinisch führt die Filaminopathie zu einer langsam fortschreitenden Muskelschwäche, die bevorzugt die stammnahe Muskulatur betrifft. Eine häufige und ernste Komplikation stellt die Ateminsuffizienz infolge der Beteiligung der Atemmuskulatur dar.